# Gešer ha-Ziv
Gešer ha-Ziv (hebrejsky גֶּשֶׁר הַזִּיו, oficiálním přepisu do angličtiny Gesher HaZiw, přepisováno též Gesher HaZiv) je vesnice typu kibuc v Izraeli, v Severním distriktu, v Oblastní radě Mate Ašer.

## Geografie
Leží v nadmořské výšce 23 metrů, v zemědělsky intenzivně využívané a hustě osídlené Izraelské pobřežní planině, nedaleko západního okraje svahů Horní Galileji, cca 1 kilometr od břehů Středozemního moře a 5 kilometrů od libanonských hranic. Je situována v rovině, kterou severně od obce protíná dolní tok vádí Nachal Kaziv a jeho ústí do Středozemního moře, okolo kterého se rozkládá národní park Achziv. Jihozápadně od obce pak protéká i vádí Nachal Ša'al.
Obec se nachází 3 kilometry severně od města Naharija, cca 110 kilometrů severoseverovýchodně od centra Tel Avivu a cca 27 kilometrů severovýchodně od centra Haify. Gešer ha-Ziv obývají Židé, přičemž osídlení v tomto regionu je zcela židovské. Centrální oblasti Galileji, které obývají izraelští Arabové nebo Drúzové, leží až dál k východu. Výjimkou je arabská vesnice Šejch Danun cca 6 kilometrů k jihovýchodu a arabské menší město Mazra'a cca 6 kilometrů na jih.
Gešer ha-Ziv je na dopravní síť napojen pomocí dálnice číslo 4, jež odtud vede podél pobřeží k jihu, k Haifě, ale i k severu, kde končí u Roš ha-nikra na libanonských hranicích.

## Dějiny
Gešer ha-Ziv byl založen v roce 1949. Zakladateli vesnice byli někteří členové kibucu Bejt ha-Arava poblíž Mrtvého moře, který byl dobyt Araby během války za nezávislost v roce 1948. K nim se připojili členové levicové sionistické organizace ha-Bonim Dror z USA. Pojmenována byla podle mostu (hebrejsky Gešer), který nedaleko odtud překonával vodní tok Nachal Kaziv a který byl vyhozen do povětří v rámci takzvané Noci mostů v červnu 1946 židovským protibritským odbojem. Při této akci zde tehdy zahynulo 14 bojovníků jednotek Palmach.
Ekonomika kibucu je založena na zemědělství, průmyslu a turistickém ruchu. Kibuc prošel nedávno privatizací a jeho členové jsou odměňováni individuálně, podle vykonané práce.
V Gešer ha-Ziv fungují zařízení předškolní péče. Dále je tu základní škola Chofej Galil (חופי גליל), která slouží i dětem z okolních vesnic, a střední škola Sulam Cur (סולם צור), rovněž s regionálním významem. K dispozici jsou zde sportovní areály, plavecký bazén, zdravotní ordinace, obchod a synagoga.
Počátkem 21. století prošel kibuc výraznou stavební expanzí, při které absorboval 200 nových rodin. Tato expanze je nyní (k roku 2010 označována za ukončenou).

## Demografie
Obyvatelstvo kibucu Gešer ha-Ziv je sekulární. Podle údajů z roku 2014 tvořili naprostou většinu obyvatel v Gešer ha-Ziv Židé (včetně statistické kategorie "ostatní", která zahrnuje nearabské obyvatele židovského původu ale bez formální příslušnosti k židovskému náboženství).
Jde o menší sídlo vesnického typu s populací, která od počátku 21. století prudce narostla. K 31. prosinci 2014 zde žilo 1628 lidí. Během roku 2014 populace stoupla o 2,6 %.
| Rok            | 1961 | 1972 | 1983 | 1995 | 2001 | 2003 | 2004 | 2005 | 2006  | 2007  | 2008  | 2009  | 2010  | 2011  | 2012  | 2013  | 2014  |
| -------------- | ---- | ---- | ---- | ---- | ---- | ---- | ---- | ---- | ----- | ----- | ----- | ----- | ----- | ----- | ----- | ----- | ----- |
| Počet obyvatel | 238  | 380  | 426  | 494  | 496  | 531  | 663  | 852  | 1 001 | 1 131 | 1 292 | 1 337 | 1 385 | 1 510 | 1 546 | 1 586 | 1 628 |